# ティム・ウェイドナー
ティム・ウェイドナー（Tim Weidner）は、レコーディング・エンジニア、音楽プロデューサー。トレヴァー・ホーンとの仕事で最もよく知られている。

## 略歴
ウェイドナーはデッド・オア・アライヴのプロデュースを手掛けた。シール、マイク・オールドフィールド（アルバム『チューブラー・ベルズII』）、アート・オブ・ノイズ、キャプテン・アンド・ガンといったアーティストのミキシングも手掛けている。シール（全米1位シングル「キッス・フロム・ア・ローズ」を含む）、ジョン・レジェンド、ティナ・ターナー、シェール、ジョーダン・スパークス、リアン・ライムス、デヴィッド・クックといったアーティストのエンジニアも務めた。また、エスカーラなどのアルバムにも参加した。マーク・アーモンドの『テネメント・シンフォニー』とデヴィッド・ジョーダンの『Set the Mood』ではベースを演奏し、ビリー・アイドルの『逆襲のアイドル』ではパーカッションとプログラミングを担当した。
ギタリスト、スティーヴ・ハウのソロ・アルバム『タービュランス』で共に仕事をしており、ハウの提案でイエスのアルバム『マグニフィケイション』をプロデュースした。また、イエスの『こわれもの』のDVD-A再発盤のサラウンド・サウンド・ミックスも担当。その後、ウェイドナーはトレヴァー・ホーンがプロデュースしたイエスのアルバム『フライ・フロム・ヒア』のミックスとエンジニアリングも担当した。
1995年、ウェイドナーはシールの1994年のアルバム『SEAL2』のエンジニアリングにより、第37回グラミー賞の非クラシック部門で最優秀エンジニアリング・アルバム賞に共同でノミネートされた。